# Liceul Unitarian „János Zsigmond” din Cluj-Napoca

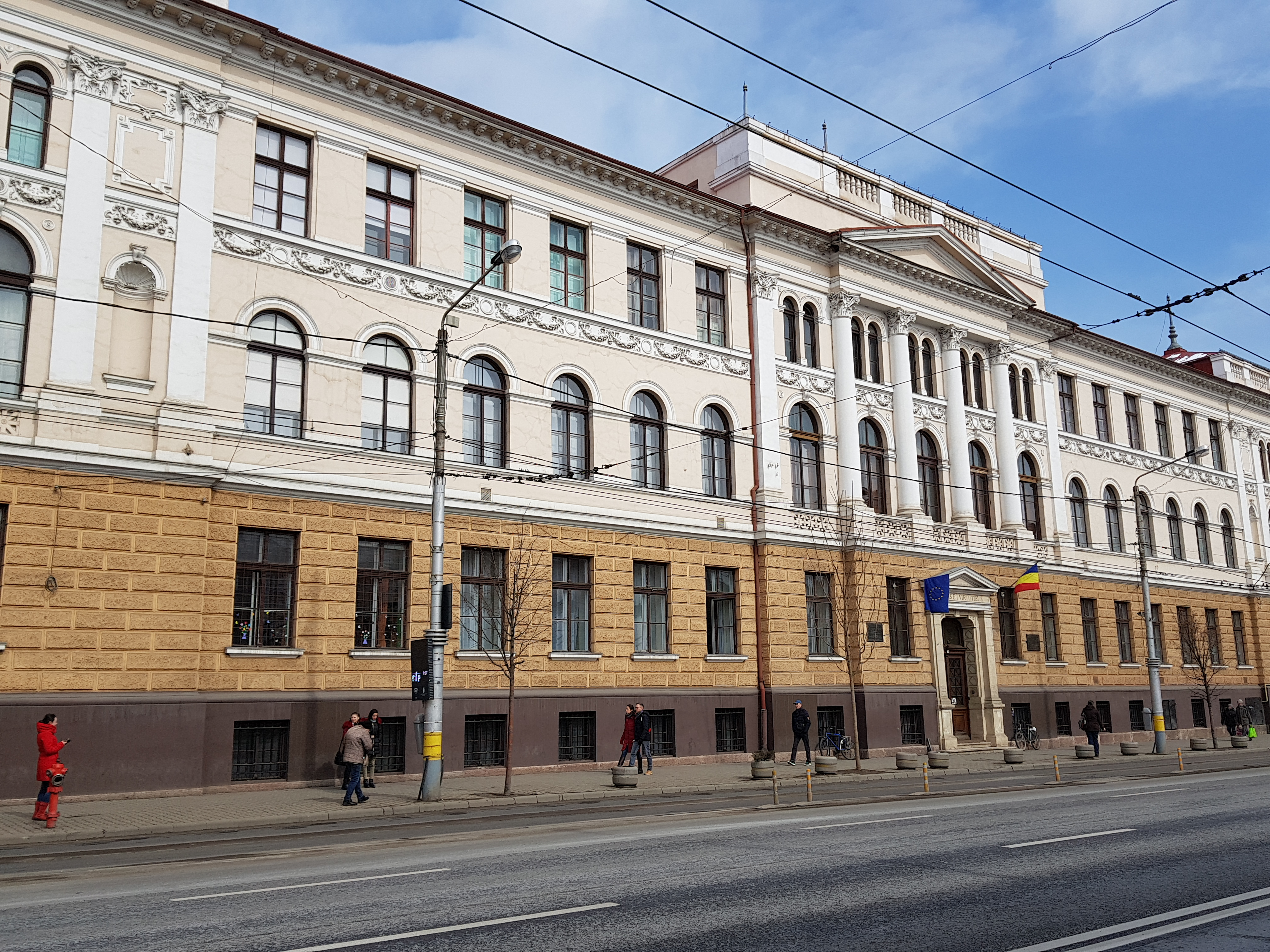
Liceul Unitarian „János Zsigmond”

Liceul Unitarian „János Zsigmond”, situat pe Bulevardul 21 Decembrie nr. 9, este urmașul colegiului unitarian înființat la Cluj în anul 1557 de Episcopia Unitariană. 

## Istoric
Imediat după Reforma protestantă instituția a funcționat în vechea mănăstire dominicană din Cluj, apoi în clădirea din stânga Bisericii Unitariene. Din anul 1901 funcționează în clădirea proiectată de către Lajos Pákey de pe Bulevardul 21 decembrie 1989, în dreapta Bisericii Unitariane. Între anii 1948-1993 liceul a fost închis și în clădire a funcționat doar Liceul Brassai Sámuel. În anul 1993 a fost redeschis și din 2003 este redenumit după Ioan Sigismund Zápolya, primul principe al Principatului Transilvaniei.
Actualmente în liceu învață circa 800 de elevi. Există clase cu profil informatică și filologie. 